# ESCRT
La machinerie ESCRT (de l'anglais endosomal sorting complexes required for transport) est constituée de quatre complexes protéiques :  ESCRT-0, ESCRT-I, ESCRT-II et ESCRT-III. Ces complexes sont impliqués pendant les évènements de remodelage de la membrane cellulaire tel que lors de la division cellulaire, de la formation de corps multivésiculaires, le bourgeonnement viral ou encore l’autophagie.
Cette machinerie est présentes chez les eukaryotes ainsi que chez certaines archées.